# Ctenoplusia babooni
Ctenoplusia babooni är en fjärilsart som beskrevs av Bethune-Baker 1906. Ctenoplusia babooni ingår i släktet Ctenoplusia och familjen nattflyn. Inga underarter finns listade i Catalogue of Life.